# Carios kelleyi
Carios kelleyi är en fästingart som beskrevs av Cooley och Glen M. Kohls 1941. Carios kelleyi ingår i släktet Carios och familjen mjuka fästingar. Inga underarter finns listade.